# 阿維凱·阿德拉伊
阿維凱·阿德拉伊（羅馬化：Avichay Adraee；1982年7月19日—），是以色列軍事人物，軍銜上校，為以色列國防軍發言人部隊阿拉伯媒體部門的負責人。由於他的職位，他在阿拉伯媒體上得到廣泛的曝光，並在整個阿拉伯世界廣為人知。他有敘利亞猶太人、伊拉克猶太人和土耳其猶太人的血統。
自2006年黎巴嫩戰爭期間，他透過半島電視台等阿拉伯衛星電視頻道頻繁露面。他亦經常在社交媒體上，用阿拉伯語與阿拉伯世界的網民和名人辯論及針鋒相對而著稱。

## 生平
阿德拉伊於1982年7月19日出生於以色列海法，外祖父母是伊拉克裔。他在海法的哈里亞利高中畢業，專攻阿拉伯語及電腦，並於2001年入伍，參加以色列國防軍，服務於8200部隊，負責電子情報及偵查工作。2005年，他成為阿拉伯媒體部門的負責人，擔任以色列國防軍阿拉伯語發言人，是自2000年該部門成立以來的第二名任職者。

## 事蹟
阿德拉伊多次透過阿拉伯媒體代表以色列軍方，為其軍事行動辯護，涉及的事件包括2006年黎巴嫩戰爭、2008至2009年加沙戰爭、2012年雲柱行動及2014年加沙戰爭。
他在阿拉伯世界的名聲主要來自於他在社交媒體上積極使用阿拉伯語，他的Twitter和Facebook官方帳號吸引超過一百萬的訂閱者。阿德拉伊經常對各類政治、社會、文化和體育事件發表評論，並有意使用流行的阿拉伯語詞彙及伊斯蘭宗教術語。此外，他還拍攝與以色列軍中阿拉伯或穆斯林士兵的影片。儘管阿拉伯媒體通常將他的言論視為敵意表達，但他的推文和聲明仍引起極大的關注，常常被視為挑釁行為，並引發激烈的辯論與諷刺。在阿拉伯傳統媒體和社交媒體中，其許多推文被廣泛轉載，而阿德拉伊與幾名阿拉伯媒體工作者，包括半島電視台的女記者加達·奧伊斯和卡迪嘉·本古納，以及埃及媒體人賈比爾·卡爾穆提在推文中互相激烈辯論。

## 威脅與抵制
在2013年，《新消息報》報導指，由於阿德拉伊為以色列在加沙的軍事行動辯護，哈馬斯在阿德拉伊Facebook專頁上發表威脅言論，隨後他的住所加強安全保護措施。到了2014年7月，隨著以色列對加沙發起的攻擊，許多Twitter用戶發起一項活動，呼籲抵制由阿德拉伊管理的以色列軍方發言人帳戶。同年7月，巴勒斯坦活動人士成功入侵他的社交媒體帳戶。